# Champagne Pool
Champagne Pool - en anglès literalment “piscina de xampany” - és un llac a l'Illa del Nord de Nova Zelanda. És un llac natural d'aigües calentes de la zona termal de Wai-O-Tapu, a la regió de Waikato. La font calenta és a uns 30 km al sud-est de Rotorua i 50 km al nord-est de Taupo. El nom de Champagne Pool es deu a les abundants emanacions de diòxid de carboni (CO₂) que recorden les bombolles en un got de xampany. La font calenta es va formar fa uns 900 anys a causa d'una erupció hidrotermal, el que la fa, a escala geològica, un sistema relativament jove. El seu cràter té prop de 65 metres de diàmetre i aconsegueix una profunditat de l'ordre de 62 metres i un volum estimat de 50.000 m³.

## Característiques tèrmiques i químiques
Les aigües més profundes de Champagne Pool són a una temperatura d'uns 260 °C però la temperatura de l'aigua del llac és entre 73 °C i 75 °C a causa del seu refredament al contacte amb l'atmosfera. El seu pH és relativament constant, de l'ordre de 5,5, a causa del tamponament pel flux de CO₂. Entre els gasos del llac el més abundant és el diòxid de carboni (CO₂), però també, en menor mida, hi ha el nitrogen (N₂), metà (CH₄), hidrogen (H₂), sulfur d'hidrogen (H₂S) i rastres d'oxigen (O₂). El fluid geotermal silícic està saturat per metal·loides com l'orpiment (As₂S₃) i l'estibina (Sb₂S₃) que precipiten i formen dipòsits ataronjats, que contrasten fortament amb el to grisenc del sílice de les ribes de Champagne Pool.

## Característiques biològiques
Mentre que les característiques geoquímiques de Champagne Pool són ben conegudes, molt pocs estudis s'han interessat per les formes de vida microbiana que podria acollir. L'H₂ i també el CO₂ o l'O₂ H podrien constituir fonts d'energia que permetrien el desenvolupament autotròfic de microorganismes metanògens o hidrogen-oxidants.
A Champagne Pool s'han descobert dues noves espècies de bacteris i una d'archaea. El bacteri CP.B2 nomenada Venenivibrio stagnispumantis suporta continguts relativament fortes en compostos d'arsènic i d'antimoni i representa un nou gènere i una nova espècie en l'ordre de Aquificae.